# Norra Vätterns skärgård
Norra Vätterns skärgård este o arie protejată (arie specială de conservare — SAC, sit de importanță comunitară — SCI, arie de protecție specială avifaunistică — SPA) din Suedia întinsă pe o suprafață de 2.127 ha, integral pe uscat.

## Localizare
Centrul sitului Norra Vätterns skärgård este situat la coordonatele 58°46′38″N 14°52′19″E / 58.7772°N 14.8719°E.

## Înființare
Situl Norra Vätterns skärgård a fost declarat sit de importanță comunitară în ianuarie 1997 pentru a proteja 7 specii de animale. Alte tipuri de protecție:
- arie de protecție specială avifaunistică (în ianuarie 1998)[2]
- arie specială de conservare (în martie 2011)[1][3][4]

## Biodiversitate
Situată în ecoregiunea boreală, aria protejată conține 8 habitate naturale: Mlaștini turboase de tranziție și turbării mișcătoare, Taiga vestică, Ape stătătoare oligotrofe până la mezotrofe, cu vegetație de Littorelletea uniflorae și/sau de Isoëto-Nanojuncetea, Roci stâncoase cu vegetație pionieră de Sedo-Scleranthion sau Sedo albi-Veronicion dillenii, Pante stâncoase silicioase cu vegetație casmofită, Lacuri și iazuri distrofice naturale, Mlaștini împădurite, Păduri caducifoliate de mlaștină fino-scandinave.
La baza desemnării sitului se află mai multe specii protejate:
- păsări (6): Branta leucopsis, erete de stuf (Circus aeruginosus), ciocănitoare neagră (Dryocopus martius), cufundar polar (Gavia arctica), vultur pescar (Pandion haliaetus), chiră de baltă (Sterna hirundo)
- pești (1): zglăvoacă (Cottus gobio)